# (1862) Apolo
(1862) Apolo o Apollo es un asteroide que forma parte de los asteroides Apolo y fue descubierto por Karl Wilhelm Reinmuth el 24 de abril de 1932 desde el observatorio de Heidelberg-Königstuhl, Alemania.

## Designación y nombre
Apolo se designó inicialmente como 1932 HA.
Posteriormente fue nombrado por Apolo, un dios de la mitología griega.

## Características orbitales
Apolo está situado a una distancia media de 1,47 ua del Sol, pudiendo acercarse hasta 0,6469 ua y alejarse hasta 2,293 ua. Tiene una excentricidad de 0,56 y una inclinación orbital de 6,353°. Emplea en completar una órbita alrededor del Sol 651,1 días. 
Apolo pertenece al grupo de los asteroides potencialmente peligrosos y da nombre al grupo asteroidal de Apolo. El análisis de su rotación ha proporcionado pruebas observacionales del efecto YORP.

## Satélite
El 4 de noviembre de 2005 un equipo de astrónomos anunció que había sido detectado una satélite asteroidal órbitando alrededor de Apolo, con observaciones hechas por el radiotelescopio de Arecibo de octubre a noviembre de 2005. El satélite, designado provisionalmente S/2005 (1862) 1, mide unos 80 m de diámetro y orbita a unos 3 km de Apolo.